# Bistecão Ilustrado
Bistecão Ilustrado é um evento organizado por ilustradores de São Paulo que reúne, desde junho de 2005, profissionais da área para um encontro informal em um bar da capital paulista para conversar sobre a profissão, comer e desenhar. Também é aberto para estudantes e curiosos que queiram conhecer ilustradores profissional ou tirar dúvidas sobre a profissão. Em 2009, o Bistecão Ilustrado ganhou o Troféu HQ Mix como evento do ano.